# Al Thumama Stadium
Stadion Al-Thumama (arabsky: ملعب الثمامة Malʿab ath-Thumāma) je fotbalový stadion ve městě Al Thumama v Kataru, který má kapacitu 40 000 míst. Konalo se na něm Mistrovství světa ve fotbale v roce 2022.

## Stavba
Stadion Al Thumama je jedním z osmi stadionů, které byly budovány pro mistrovství světa ve fotbale v Kataru 2022, nachází se nedaleko mezinárodního letiště Hamad a na stavbě se významně podílel společný podnik katarské společnosti Al Jaber Engineering a turecké společnosti Tekfen Construction. Architektonický návrh, jehož autorem byl hlavní architekt Arabské inženýrské kanceláře Ibrahim Jaidah, čerpal inspiraci z tradičního klobouku taqiyah, který nosí muži a chlapci na celém Blízkém východě. Stadion obklopuje veřejný park o rozloze 50 000 m².
Po skončení mistrovství světa bude polovina sedadel ze stadionu odstraněna a věnována jiným zemím. Stadion byl otevřen 22. října 2021.
Výstavbu stadionu Al Thumama spolu s dalšími stadiony postavenými k příležitosti Mistrovství světa ve fotbale 2022 odsoudila řada organizací na ochranu lidských práv včetně Amnesty International.

## Historie
Stadion byl slavnostně otevřen 22. října 2021 u příležitosti finále Emir Cupu.
V květnu 2018 získal stadion Al-Thumama ve Francii cenu MIPIM/Architectural Review Future Project Award v kategorii Sportovní stadiony.
Stadion hostil šest zápasů během turnaje Arabského poháru FIFA 2021, včetně semifinále, mezi hostitelskou zemí Katarem a Alžírskem.

## Mistrovství světa ve fotbale 2022
Stadion Al Thumama hostil Mistrovství světa ve fotbale 2022 osm zápasů.
| Datum              | Čas   | Administrativní Domácí | Výsledek | Administrativní Hosté | Fáze        | Diváci |
| ------------------ | ----- | ---------------------- | -------- | --------------------- | ----------- | ------ |
| 21. listopadu 2022 | 11:00 | Senegal                | 0 : 2    | Nizozemsko            | Skupina A   | 41 721 |
| 23. listopadu 2022 | 17:00 | Španělsko              | 7 : 0    | Kostarika             | Skupina E   | 40 013 |
| 25. listopadu 2022 | 14:00 | Katar                  | 1 : 3    | Senegal               | Skupina A   | 41 797 |
| 27. listopadu 2022 | 14:00 | Belgie                 | –        | Maroko                | Skupina F   |        |
| 29. listopadu 2022 | 20:00 | Írán                   | –        | USA                   | Skupina B   |        |
| 1. prosince 2022   | 16:00 | Kanada                 | –        | Maroko                | Skupina F   |        |
| 4. prosince 2022   | 16:00 | D1                     | –        | C2                    | Osmifinále  |        |
| 10. prosince 2022  | 16:00 | Vítěz osmifinále 7     | –        | Vítěz osmifinále 8    | Čtvrtfinále |        |